# Notylia rhombilabia
Notylia rhombilabia är en orkidéart som beskrevs av Charles Schweinfurth. Notylia rhombilabia ingår i släktet Notylia och familjen orkidéer. Inga underarter finns listade i Catalogue of Life.